# Puntos suspensivos
Los puntos suspensivos (…) son signos de puntuación que se representan por tres puntos alineados horizontalmente al nivel de la línea base de escritura. Por ejemplo: taza, cocina, leche… y zumo. Son llamados así porque su uso es dejar en suspenso el discurso.

## Uso
- Se utilizan al final de una frase en lugar del punto, y con el mismo significado gramatical que este, si bien indican al lector que la frase precedente podría continuar. Ejemplo:
  - «Lunes, martes, miércoles, jueves, viernes…».
- Para indicar la existencia en el discurso de una pausa transitoria que expresa duda, temor o suspenso:
  - «No sé si ir o si no ir… No sé qué hacer».
  - «Te llaman del hospital… Espero que sean buenas noticias».
  - «Quería preguntarte… No sé…, bueno…, que si quieres ir conmigo a la fiesta».
  - «¡Si te contara…!».
- Para señalar la interrupción voluntaria de un discurso cuyo final se da por conocido o sobrentendido por el interlocutor:
  - «A pesar de que prepararon cuidadosamente la expedición, llevaron materiales de primera y guías muy experimentados… Bueno, ya sabéis cómo acabó la cosa».
- Es especialmente frecuente este uso cuando se reproduce un refrán o un fragmento literario de sobra conocido:
  - «Más vale pájaro en mano…, que ciento volando».
  - «Y en mitad de la fiesta, se subió a una mesa y comenzó a recitar: “Con diez cañones por banda…”».
- Para evitar repetir la cita completa del título largo de una obra que debe volver a mencionarse:
  - «La obra Yo era un tonto y lo que he visto me ha hecho dos tontos, de Rafael Alberti, está llena de grandes aciertos. Los versos de Yo era un tonto… contienen algunos de los mejores hallazgos expresivos del autor».
- Para insinuar, evitando su reproducción, expresiones o palabras malsonantes o inconvenientes:
  - «¡Qué hijo de… está hecho!».
- Para dejar un enunciado incompleto y en suspenso:
  - «Fue todo muy violento, estuvo muy desagradable… No quiero seguir hablando de ello».
- Al final de enumeraciones abiertas o incompletas, con el mismo valor que la palabra «etcétera» o su abreviatura:
  - «Puedes hacer lo que quieras: leer, ver la televisión, oír música…».
- Debe evitarse, por redundante, la aparición conjunta de ambos elementos:
  - «Puedes hacer lo que quieras: leer, ver la televisión, oír música…, etc.».
  - «Puedes hacer lo que quieras: leer, ver la televisión, oír música, etcétera…».
- Entre corchetes […] o entre paréntesis (…), los puntos suspensivos indican la supresión de una palabra o un fragmento en una cita textual:
  - «Fui don Quijote de La Mancha y soy ahora […] Alonso Quijada el Bueno». (Cervantes, Quijote II [Esp. 1615]).
- Si se quiere dejar claro que la reproducción de una cita textual no se hace desde el comienzo mismo del enunciado, es posible escribir puntos suspensivos al inicio de la cita, sin paréntesis ni corchetes, dejando un blanco de separación respecto de la palabra a la que nombró preceden:
  - «Al final de la obra, don Quijote pide “… un confesor que me confiese y un escribano que haga mi testamento”».
- Asimismo, cuando la reproducción de la cita queda incompleta por su parte final, es posible escribir puntos suspensivos, sin paréntesis ni corchetes y sin blanco de separación con respecto al texto que antecede, para indicar que el enunciado continúa más allá de la última palabra reproducida:
  - «Al final de la obra, don Quijote pide “… un confesor que me confiese y un escribano que haga mi testamento…”, evidenciando la cordura que le asiste en sus últimos momentos».

## Imprenta
Los puntos suspensivos, tradicionalmente, se escribían con una separación fija y que no era tan distante como un espacio sencillo. Con la llegada de la informática, un carácter representa los puntos suspensivos en ciertos juegos de caracteres, como Windows-1252 y Unicode. Esto permite fijarlos de manera más precisa como un solo carácter. Por ejemplo, después de las primeras versiones, el procesador de texto Microsoft Word reemplaza automáticamente «...» (tres caracteres de puntos) por «…» (un carácter de tres puntos). En LaTeX, se usa el comando «\ldots» o «\dots» para poner los puntos suspensivos según las normas tipográficas inglesas, pero según las españolas se usa «\...» que no descarta el posible espacio posterior y respeta la separación correcta entre puntos.
A este respecto, el Manual de español urgente señala que el carácter que combina los tres puntos puede tenerlos marcadamente espaciados, según la tradición anglosajona, y que en textos en español puede ser preferible representar el signo con tres puntos, en función del estilo y la fuente tipográfica.

## Uso en computadoras
En caracteres HTML se expresan con el código &hellip; (…).
En los ordenadores con sistema operativo Mac OS X se puede escribir con la combinación de teclas ⌥ Opt+.
En equipos informáticos con sistema operativo Microsoft Windows se pueden escribir con dos combinaciones de teclas. La primera es: Alt+0133. Y la segunda es: Alt Gr+.

Se utilizan para los mismos casos que a mano imprenta

## Representaciones alternativas

Representación en braille.